# Soul Edge Boy/Kimono Jet Girl
«Soul Edge Boy/Kimono Jet Girl» es el octavo sencillo del grupo AAA: Attack All Around, fue lanzado el 19 de junio de 2006. Soul Edge Boy/Kimono Jet Girl es la primera triversión que han creado, más adelante sacaron otra triversión, Black&White, com los temas Samurai Heart y Winter Lander. Este es el cuarto sencillo perteneciente a su segundo álbum, ALL.

## Soul Edge Boy

### CD
1. «Soul Edge Boy»
2. «Kimono Jet Girl»
3. きれいな空 ~Live Version~ -1st ATTACK ROUND 2-at SHIBUYA-AX on 24th of March 2006-
4. «Soul Edge Boy» ~Instrumental~
5. «Kimono Jet Girl»　~Instrumental~

### DVD
1. «Soul Edge Boy»

## Kimono Jet Girl

### CD
1. «Kimono Jet Girl»
2. «Soul Edge Boy»
3. きれいな空 ~Live Version~ -1st ATTACK ROUND 2-at SHIBUYA-AX on 24th of March 2006-
4. «Kimono Jet Girl» ~Instrumental~
5. «Soul Edge Boy»　~Instrumental~

### DVD
1. «Kimono Jet Girl»

- Datos: Q1093722